# كأس بلغاريا 1940
كأس بلغاريا 1940 (بالبلغارية: Царска купа 1940)‏ هو موسم من كأس بلغاريا. أشرف على تنظيمه اتحاد بلغاريا لكرة القدم، وفاز فيه FK 13 Sofia ‏.